# Kohta Yamamoto
Kohta Yamamoto (山本 康太 Yamamoto Kohta?, Tokio, Japón, 1987) es un compositor, arreglista y letrista japonés. Ha proporcionado la música para varias series de anime, así como dramas televisivos y videojuegos. Sus trabajos incluyen las partituras de Shingeki no Kyojin: The Final Season y 86: Eighty-Six, y este último ganó el 8th Anime Trending Awards en la categoría Mejor banda Sonora. Estuvo representado por la productora musical Legendoor del 2015 al 2017.

## Biografía
Yamamoto nació en Tokio, en 1987. Su carrera como músico comenzó en 2015, escribiendo canciones para otros artistas. En 2017, junto a Hiroyuki Sawano, Yamamoto hizo su debut como compositor en el anime Ao no Exorcist: Kyoto Fujouou-hen, la secuela de la popular serie Ao no Exorcist. Desde entonces, ha estado involucrado en muchos trabajos de bandas sonoras, varios de los cuales junto con el compositor Hiroyuki Sawano.
En febrero de 2022, Yamamoto y Sawano fueron premiados en los Anime Trending Awards por su papel en la banda sonora del anime 86: Eighty-Six.
El 17 de junio de 2022, se anunció que Kohta Yamamoto asistiría a un concierto orquestal para la última temporada de Shingeki no Kyojin. El evento se llevará a cabo el 13 de noviembre, en el Tachikawa Stage Garden de Tokio, con presentaciones de las pistas de Yamamoto de la banda sonora de Shingeki no Kyojin.

## Trabajos

### Anime

#### Series de televisión
| Año  | Título                                                                        | Estudio                                           | Papel                                                       | Ref.          |
| ---- | ----------------------------------------------------------------------------- | ------------------------------------------------- | ----------------------------------------------------------- | ------------- |
| 2017 | Ao no Exorcist: Kyoto Fujouou-hen                                             | A-1 Pictures                                      | Compositor (otros temas de Hiroyuki Sawano)                 | [ 5 ]         |
| 2017 | Dive!!                                                                        | Zero-G                                            | Compositor (otros temas de Yuki Hayashi)                    |               |
| 2018 | Nanatsu no Taizai: Imashime no Fukkatsu                                       | A-1 Pictures                                      | Compositor (otros temas de Hiroyuki Sawano y Takafumi Wada) | [ 7 ]         |
| 2018 | Akanesasu Shōjo                                                               | DandeLion Animation Studio Jumonji Okuruto Noboru | Compositor (otros temas de Kenji Ito y Shun Narita)         | [ 8 ]         |
| 2018 | Ulysses: Jeanne d'Arc to Renkin no Kishi                                      | AXsiZ                                             | Compositor del tema de apertura                             | [ 9 ]         |
| 2018 | Senran Kagura Shinovi Master: Tokyo Youma-hen                                 | TNK                                               | Compositor y arreglista del tema de apertura                | [ 10 ]        |
| 2019 | Re:Stage! Dream Days♪                                                         | Yumeta Company Graphinica                         | Compositor                                                  |               |
| 2019 | Nanatsu no Taizai: Kamigami no Gekirin                                        | Studio Deen                                       | Compositor (otros temas de Hiroyuki Sawano)                 | [ 11 ]        |
| 2020 | Kingdom 3                                                                     | Pierrot Studio Signpost                           | Compositor (otros temas de Hiroyuki Sawano)                 | [ 12 ]        |
| 2020 | Shingeki no Kyojin: The Final Season                                          | MAPPA                                             | Compositor (otros temas de Hiroyuki Sawano)                 | [ 13 ]        |
| 2021 | Nanatsu no Taizai: Fundo no Shinpan                                           | Studio Deen                                       | Compositor (otros temas de Hiroyuki Sawano y Takafumi Wada) | [ 14 ]        |
| 2021 | Yūkoku no Moriarty 2nd Season                                                 | Production I.G                                    | Compositor, arreglista y letrista del tema de apertura      |               |
| 2021 | 86: Eighty-Six                                                                | A-1 Pictures                                      | Compositor (otros temas de Hiroyuki Sawano)                 | [ 15 ]        |
| 2021 | Nanatsu no Taizai: Hikari ni Norowareshi Mono-tachi                           | Studio Deen                                       | Compositor (otros temas de Hiroyuki Sawano)                 | [ 16 ] [ 17 ] |
| 2021 | 86: Eighty-Six Part 2                                                         | A-1 Pictures                                      | Compositor (otros temas de Hiroyuki Sawano)                 | [ 18 ]        |
| 2022 | Shingeki no Kyojin: The Final Season Part 2                                   | MAPPA                                             | Compositor (otros temas de Hiroyuki Sawano)                 | [ 19 ]        |
| 2022 | Kingdom 4                                                                     | Pierrot Studio Signpost                           | Compositor (otros temas de Hiroyuki Sawano)                 | [ 20 ]        |
| 2022 | Nanatsu no Taizai: Ensa no Edinburgh Part 1                                   | Marvy Jack Alfred Imageworks                      | Compositor (otros temas de Hiroyuki Sawano)                 | [ 21 ]        |
| 2023 | Ōyukiumi no Kaina                                                             | Polygon Pictures                                  | Compositor (otros temas de Misaki Umase)                    | [ 22 ]        |
| 2023 | Shingeki no Kyojin: The Final Season Part 3                                   | MAPPA                                             | Compositor (otros temas de Hiroyuki Sawano)                 |               |
| 2023 | Dark Gathering                                                                | OLM                                               | Compositor (otros temas de Shun Narita y Yusuke Ceo)        | [ 23 ]        |
| 2023 | Niehime to Kemono no Ou                                                       | J.C.Staff                                         | Compositor                                                  | [ 24 ]        |
| 2023 | Mokushiroku no Yonkishi                                                       | Telecom Animation Film                            | Compositor                                                  | [ 25 ]        |
| 2024 | Mato Seihei no Slave                                                          | Seven Arcs                                        | Compositor                                                  | [ 26 ] [ 27 ] |
| 2024 | Ao no Exorcist: Shimane Keimei Kessha-hen                                     | Studio VOLN                                       | Compositor (otros temas de Hiroyuki Sawano)                 | [ 28 ]        |
| 2024 | Mecha-Ude                                                                     | TriF Studio                                       | Compositor (otros temas de Hiroyuki Sawano y Daiki)         | [ 29 ]        |
| 2024 | Maō-gun Saikyō no Majutsushi wa Ningen Datta                                  | Studio A-Cat                                      | Compositor                                                  | [ 30 ]        |
| 2024 | Saikyō no Shienshoku "Wajutsushi" dearu Ore wa Sekai Saikyō Clan o Shitagaeru | Felix Film GA-CREW                                | Compositor del tema de apertura y de cierre                 | [ 31 ]        |
| 2025 | Tōgen Anki                                                                    | Studio Hibari                                     | Compositor                                                  | [ 32 ]        |
| 2026 | Mato Seihei no Slave 2                                                        | Passione Hayabusa Film                            | Compositor                                                  | [ 33 ]        |
| 2026 | Reincarnation no Kaben                                                        | Benten Film                                       | Compositor                                                  | [ 34 ]        |
| —    | Kaya-chan wa Kowakunai                                                        | East Fish Studio                                  | Compositor (otros temas de Shun Narita)                     | [ 35 ]        |

#### Películas
| Año  | Título             | Estudio | Papel                                       | Ref.   |
| ---- | ------------------ | ------- | ------------------------------------------- | ------ |
| 2025 | Versailles no Bara | MAPPA   | Compositor (otros temas de Hiroyuki Sawano) | [ 36 ] |

### Acción real

#### Dramas televisivos
| Año  | Título                                    | Papel                                                       | Ref.   |
| ---- | ----------------------------------------- | ----------------------------------------------------------- | ------ |
| 2017 | CRISIS                                    | Compositor (otros temas de Hiroyuki Sawano)                 | [ 37 ] |
| 2019 | Sign: Houigakusha Yuzuki Takashi no Jiken | Compositor (otros temas de Hiroyuki Sawano)                 | [ 38 ] |
| 2021 | Thunderbolt Fantasy Season 3              | Compositor (otros temas de Hiroyuki Sawano y Takafumi Wada) | [ 39 ] |
| 2023 | Ōoku: The Inner Chambers                  | Compositor                                                  | [ 40 ] |

### Videojuegos
| Año  | Título                                               | Papel                                       | Ref.   |
| ---- | ---------------------------------------------------- | ------------------------------------------- | ------ |
| 2016 | Dark Rose Valkyrie                                   | Compositor y arreglista del tema de cierre  | [ 41 ] |
| 2018 | Kōtetsujō no Kabaneri -Ran- Hajimaru Michiato        | Compositor (otros temas de Hiroyuki Sawano) | [ 42 ] |
| 2020 | Fate/Grand Order Kyosuu Daikaisen Imaginary Scramble | Creador musical del video promocional       | [ 43 ] |

### Otras participaciones
| Año  | Título                                                                                 | Artista                    | Papel                                                        | Álbum                       | Ref.   |
| ---- | -------------------------------------------------------------------------------------- | -------------------------- | ------------------------------------------------------------ | --------------------------- | ------ |
| 2015 | "Kimi to Iuna no Tsubasa" and "Mōsukoshi"                                              | Takeshi Tsuruno            | Arreglista                                                   | Tsuruno Uta 3               | [ 44 ] |
| 2017 | "Reworld"                                                                              | Sayaka Sasaki              | Compositor, Arreglista                                       | Fated Crown                 | [ 41 ] |
| 2017 | "Planetary"                                                                            | Sayaka Sasaki              | Compositor, Arreglista                                       | Grand Symphony              | [ 45 ] |
| 2018 | "Fly High Myway!"                                                                      | Mai Fuchigami              | Compositor, Arreglista, Programador, Instrumentales          | Fly High Myway!             |        |
| 2018 | "SCARLET MASTER"                                                                       | Sayaka Sasaki              | Compositor, Arreglista                                       | SCARLET MASTER              | [ 10 ] |
| 2018 | "Liberation"                                                                           | Mai Fuchigami              | Compositor                                                   | Liberation                  |        |
| 2020 | "Time To Burn", "Higher Ground", "Bratsruts", "Lite The Last Fire" and "It's So Quiet" | Knights of the Sound-Table | Compositor, Arreglista                                       | Chapter One                 | [ 46 ] |
| 2020 | "Let's Hold Hands Tightly!"                                                            | Let's Te to Te de Kyun!    | Compositor, Arreglista, Programador, Teclado, Instrumentales | Everybody☆Healin' Good Day! |        |
| 2020 | "SCARLET MASTER"                                                                       | Sayaka Sasaki              | Compositor, Arreglista                                       | SAYABEST 2010-2020          |        |
| 2020 | "Genjitsu"                                                                             | Hannah Grace               | Compositor, Arreglista                                       | Genjitsu                    | [ 43 ] |
| 2021 | "Liberation"                                                                           | Mai Fuchigami              | Compositor                                                   | HOSHIZORA                   |        |
| 2021 | "TWISTED HEARTS"                                                                       | Tasuku Hatanaka            | Compositor, Arreglista, Letrista                             | TWISTED HEARTS              | [ 47 ] |